# 福浦村 (島根県)
福浦村（ふくうらむら）は、島根県邇摩郡にあった村。現在の大田市の一部にあたる。

## 地理
西は日本海に面していた。

## 歴史
- 1889年（明治22年）4月1日、町村制の施行により、邇摩郡吉浦村、福光村（一部、字今浦）が合併して村制施行し、福浦村が発足[2][3]。
- 1951年（昭和26年）4月1日 - 邇摩郡福光村と合併し福波村を新設して廃止された[2][3]。